# Sideridis evidens
Sideridis evidens är en fjärilsart som beskrevs av Jacob Hübner 1808. Sideridis evidens ingår i släktet Sideridis och familjen nattflyn. Inga underarter finns listade i Catalogue of Life.